# 하동 탑리 삼층석탑
하동 탑리 삼층석탑(河東 塔里 三層石塔)은 대한민국 경상남도 하동군 화개면 탑리에 있는 남북국 시대 신라의 삼층석탑이다.
1974년 12월 28일 경상남도의 유형문화재 제130호 탑리 삼층석탑으로 지정되었다가, 2018년 12월 20일 현재의 명칭으로 변경되었다.

## 개요
마을에 무너져 흩어 있던 것을 1968년에 다시 쌓은 탑으로, 일명 봉상사(奉常寺)탑이라고도 한다.
탑은 1층 기단(基壇) 위에 3층의 탑신(塔身)을 올린 모습이다. 기단은 각 면의 모서리와 가운데에 기둥을 새겼는데, 이는 목조건축의 기둥을 모방한 것이다. 탑신부의 몸돌은 2 ·3층에 비해 1층이 커보이며, 각 모서리마다 기둥 모양을 가지런히 새겼다. 지붕돌은 밑면에 4단의 받침을 두었고, 처마는 직선을 이루고 있다. 꼭대기에는 머리장식을 받치던 네모난 받침돌만이 남아 있다.
통일신라의 일반적인 석탑양식을 따르고 있으나, 기단이 1층으로 줄어들고, 탑신의 1층 몸돌이 다른층에 비해 지나치게 큰 점 등으로 보아 통일신라 후기의 작품으로 추측된다.

## 참고 문헌
- 하동 탑리 삼층석탑 - 국가유산청 국가유산포털